# Annabel
„Annabel” – utwór muzyczny brytyjskego zespołu Goldfrapp z 2013 roku. Został wydany jako drugi singel promujący ich szósty studyjny album, zatytułowany Tales of Us.
Inspiracją do napisania piosenki była powieść Kathleen Winter pt. Annabel, która opowiada o dziecku obojnaczym o imieniu Wayne, wychowywanym przez ojca jako chłopiec, odkrywającym w czasie dojrzewania swoją odmienność. Skrócona, radiowa wersja „Annabel” została wydana jako singel promocyjny we wrześnu 2013. Piosenka nie weszła na listy sprzedaży, w Polsce jednak dotarła do miejsca 25. na Listy przebojów Programu Trzeciego dzięki głosom słuchaczy.

## Teledysk
Teledysk do piosenki wereżyserowała Lisa Gunning, ówczesna partnerka Alison Goldfrapp. Jest to w istocie rzeczy film krótkometrażowy o chłopcu-obojnaku, odkrywającym swoje kobiece strony, m.in. za pomocą skarbów ukrytych w zaroślach. Jego premiera odbyła się 2 września 2013.

## Lista ścieżek
- Singel promo

1. „Annabel” – 3:40